# Stephanie Beckertová
Stephanie Beckertová (* 30. května 1988 Erfurt) je německá rychlobruslařka specializující se na delší tratě (3000/5000 m).
V seniorských soutěžích debutovala tato sedminásobná juniorská mistryně Německa na začátku sezóny 2006/2007. Do Zimních olympijských her 2010 bylo jejím dosavadním největším úspěchem 4. místo na trati 5000 m na Mistrovství světa 2009 a 4. místo v celkovém hodnocení Světového poháru 2008/2009 na tratích 3000/5000 m.
Na Zimních olympijských hrách 2010 získala na tratích 3000 m a 5000 m stříbrnou a v závodě družstev zlatou medaili. V sezóně 2009/2010 dvakrát porazila na tratích 3000 m Světového poháru Martinu Sáblíkovou a v konečném hodnocení skončila na dlouhých tratích na druhém místě.
Na mítinku Světového poháru 2010/2011 v Hamaru poprvé zvítězila i na distanci 5000 m, když do té doby suverénní vládkyni této tratě Sáblíkovou porazila o téměř pět sekund. Na Mistrovství světa na jednotlivých tratích 2011 na trati 3000 m získala díky umístění na 3. místě svoji první medaili ze světových šampionátů; o dva dny později vybojovala i stříbro ze závodu na 5000 m. Druhou bronzovou medaili získala v Inzellu jako členka německého týmu ve stíhacím závodě družstev. V sezóně 2011/2012 skončila ve Světovém poháru na dlouhých tratích druhá. Dvě stříbrné medaile si odvezla z Mistrovství světa na jednotlivých tratích 2012 ze závodů na 3 a 5 km. Zúčastnila se Zimních olympijských her 2014, kde se v závodě na 3000 m umístila na 17. místě, na trati 5000 m skončila osmá.
Jejím bratrem je rychlobruslař Patrick Beckert.